# Prophetische Medizin
Die Prophetische Medizin (arabisch الطب النبوي, DMG aṭ-ṭibb an-nabawī) ist eine islamische Heilkunde und Gesundheitslehre, die sich im Wesentlichen auf Hadithe, also Überlieferungen des Propheten Mohammed (gest. 632), stützt. Aus dem 10. bis 18. Jahrhundert sind gut ein Dutzend arabischer und persischer Werke bekannt, die sich mit der prophetischen Medizin befassen. Die Autoren sind zum größten Teil muslimische Religionsgelehrte, Traditionarier und Juristen. Nur wenige von ihnen haben selbst als Ärzte praktiziert.

## Geschichte
Den historischen Ausgangspunkt der Schriften über die Prophetische Medizin bilden Hadithe zu hygienischen und medizinischen Fragen. Im 9. Jahrhundert stellten zum ersten Mal Hadith-Gelehrte wie Ibn Abī Schaiba (st. 849) und al-Buchārī (st. 870) solche Hadithe in eigenen Kapiteln ihrer Hadith-Sammlungen zusammen. Diese Kapitel tragen jeweils die Überschrift Kitāb aṭ-Ṭibb („Buch der Medizin“). An der Spitze des Kapitels bei al-Buchārī, das insgesamt 56 Abschnitte umfasst, steht das Prophetenwort, demzufolge Gott keine Krankheit herabgesandt hat, ohne gleichzeitig für sie ein Heilmittel herabzusenden (mā anzala Llāhu dāʾan illā anzala la-hū šifāʾan). Dieses Prophetenwort bildet gewissermaßen den Leitspruch der prophetischen Medizin, denn diese zielte vor allem darauf, die Skepsis frommer muslimischer Kreise gegen die medizinische Behandlung zu überwinden.
Um die Mitte des 10. Jahrhunderts gingen muslimische Religionsgelehrte daran, die Traditionen medizinischen Inhalts aus den großen Hadith-Sammlungen zu extrahieren und sie in eigenständigen Schriften unter dem Titel „Die Medizin des Propheten“ (Ṭibb an-nabī) zusammenzustellen. Die älteste bekannte Schrift dieser Art stammt von Ahmad ibn Muhammad Ibn as-Sunnī (st. 974). Sie wurde einige Jahrzehnte später von Abū Nuʿaim al-Isfahānī (st. 1038) erheblich erweitert. Während Ibn as-Sunnī zu jedem Thema gerade einmal drei Hadithe nennt, führt Abū Nuʿaim jeweils rund vierzig Traditionen an. Diese frühen Texte stellen reine Hadithsammlungen dar: die Überlieferungen sind in ihnen thematisch geordnet, aber unkommentiert aneinandergereiht.
Im frühen 14. Jahrhundert verfassten dann zwei Schüler von Ibn Taimīya, Schams ad-Dīn adh-Dhahabī (st. 1348) und Ibn Qaiyim al-Dschauzīya (st. 1350), eigenständige Werke zur prophetischen Medizin. Das Buch von adh-Dhahabī gliedert sich in drei Teile: 1.) Generalia der Medizin, die Theorie und Praxis umfassend, 2.) Nahrungsmittel und Arzneien, 3.) Behandlung der Krankheiten. In der Einleitung verweist adh-Dhahabī auf die sechs kanonischen Hadithsammlungen und erklärt, welche Abkürzungen er in seinem Werk für sie verwendet. Ibn Qaiyim al-Dschauzīyas Werk, das eigentlich den vierten Teil seines mehrbändigen Werkes Zād al-maʿād fī hady ḫair al-ʿibād („Der Reiseproviant für das Jenseits über die Rechtleitung des Besten der Menschen“) bildet, ist mit 277 Abschnitten sehr viel kleinteiliger. Die meisten dieser Abschnitte sind mit Titeln wie „Die Rechtleitung des Propheten – Gott segne ihn und spende ihm Heil – hinsichtlich […]“ (Hudā n-nabī ṣallā Lllāhu ʿalai-hi wa-sallam fī […]) überschrieben. Ende des 15. Jahrhunderts verfasste schließlich Dschalāl ad-Dīn as-Suyūtī (st. 1505) sein umfassendes Werk „Die richtige Methode und die frische Quelle für die Prophetische Medizin“ (al-Manhaǧ as-sawī wa-l-manhal ar-rawī fī ṭ-ṭibb an-nabawī).
Verweise auf die prophetische Medizin finden sich auch in vielen persischen medizinischen Werken wie zum Beispiel dem 1386 abgefassten anatomischen Traktat Tašrīḥ-i Manṣūrī von Mansūr ibn Ilyās. Im frühen 18. Jahrhundert erstellte Akbar Arzānī (st. ca. 1721), ein indischer Sufi und Arzt, eine persische Bearbeitung von as-Suyūtīs Werk mit dem Titel Talḫīṣ-i ṭibb-i nabawī („Epitome der prophetischen Medizin“) mit 15 Kapiteln, das sich allerdings von dem Grundwerk erheblich unterscheidet. Ein besonders interessanter Text ist auch das aus der zweiten Hälfte des 18. Jahrhunderts stammende Werk mit dem Titel Muʿālaǧat-i Nabawī („Prophetische Heilung“), in dem der Autor, ein indischer Gelehrter namens Ghulām Imām, die prophetische Medizin mit den ayurvedischen Lehren zu harmonisieren versuchte.
Eine kritische Haltung gegenüber der „prophetischen Medizin“ nahm Ibn Chaldūn ein. Er äußerte in seiner berühmten Muqaddima, dass diese Form der Medizin beduinischen Ursprungs sei und keinerlei Anspruch auf religiöse Verbindlichkeit erheben könnte, da sie nicht Teil der Offenbarung sei. Dies begründete er auch damit, dass der Prophet von Gott entsandt worden sei, um die Menschen die religionsgesetzlichen Bestimmungen zu lehren, nicht jedoch um sie in der Medizin zu unterrichten. Er räumte zwar ein, dass die Gläubigen spirituellen Nutzen (Baraka) aus der „Medizin des Propheten“ ziehen könnten, jedoch habe dies nichts mit der Humoralmedizin (aṭ-ṭibb al-mīzāǧī) zu tun, sondern allein mit den Wirkungen des Glaubens.

## Heilmittel und Methoden der prophetischen Medizin
Die meisten Werke zur Prophetischen Medizin enthalten einen alphabetisch geordneten Teil, in dem die verschiedenen Nahrungs- und Heilmittel mit ihrem jeweiligen Nutzen aufgeführt werden. So wird zum Beispiel das Trinken von Kamelmilch und Kamelurin als Mittel gegen Wassersucht empfohlen. Eine besonders herausgehobene Position unter den prophetischen Heilmitteln nimmt der Honig ein. Ibn Qaiyim al-Dschauzīya erklärt, dass das Trinken eines Gemischs von Honig und kaltem Wasser eines der besten Mittel zur Erhaltung der Gesundheit sei.

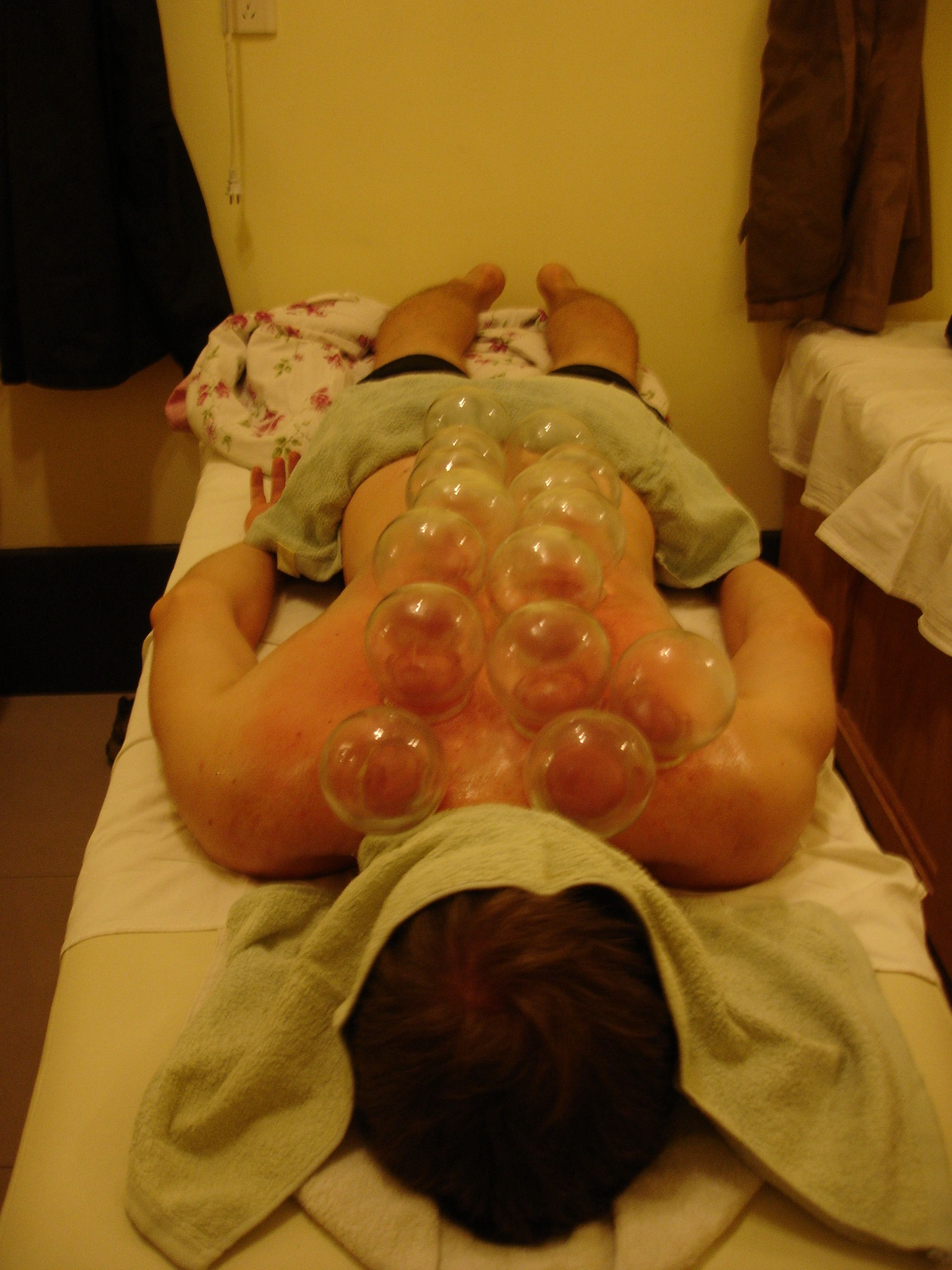
Zu den Methoden der prophetischen Medizin gehört auch das Schröpfen (ḥiǧāma).

Daneben werden vor allem verschiedene von Mohammed überlieferte Beschwörungsformeln (ruqā, sing. ruqya) aufgeführt, die gegen Krankheiten helfen sollen. Die meisten dieser Beschwörungsformeln enthalten bestimmte Koranverse und Suren wie zum Beispiel die Fātiha und die beiden Suren des Zuflucht-Suchens. Die Vorstellung von der therapeutischen Wirkung des Korans stützt sich dabei auf den Koran selbst, in dem es heißt: „Wir senden vom Koran herab, was Heilung (šifāʾ) und Barmherzigkeit (raḥma) ist für die Gläubigen“ (Sure 17:82). Derartige Beschwörungsformeln mit koranischen Bestandteilen werden gegen Krankheiten und Fieber empfohlen, zur Abwendung der negativen Folgen des Bösen Blicks sowie auch gegen Dschinn, die Besessenheitszustände hervorrufen können.
Bemerkenswerterweise empfiehlt adh-Dhahabī in seinem Werk auch ein Gebet gegen Harnverhaltung, das frappierende Ähnlichkeiten mit dem Vaterunser aufweist. Es lautet: „Unser Herr, der im Himmel ist, geheiligt werde Dein Name. Dein Befehl ist im Himmel wie auf Erden. Wie Deine Barmherzigkeit im Himmel ist, so lass sie auf Erden sein, und vergib uns unsere Sünden und Übertretungen, denn Du bist der Herr der Rechtschaffenen.“
Vieles von dem Material adh-Dhahabīs findet sich in abgewandelter Form auch bei Ibn Qaiyim al-Dschauzīya wieder, allerdings setzt jener noch stärker auf Methoden wie Schröpfen und Kauterisation sowie magische Mittel wie Talismane.

## Das Verhältnis zur griechisch-arabischen Medizin
Zwar wird häufig betont, dass die prophetische Medizin im Gegensatz zur arabischen naturwissenschaftlichen Medizin steht, die auf die Erkenntnisse der antiken griechischen Medizin aufbaut, doch ist dieser Gegensatz weniger ausgeprägt, als es auf den ersten Blick scheint, denn schon die frühen Texte zur prophetischen Medizin orientieren sich in ihrem Aufbau an zeitgenössischen Handbüchern der griechisch-arabischen Medizin. Darüber hinaus zitieren die späteren Autoren von Werken zur prophetischen Medizin häufig auch antike Autoritäten wie Hippokrates, Platon, Aristoteles, Pedanios Dioskurides und Galenos sowie arabische Ärzte wie Rhazes, Avicenna, Ibn al-Baitār und ʿAbd al-Latīf al-Baghdādī. An vielen Stellen rationalisieren die Autoren von Werken zur prophetischen Medizin zudem die als Hadithe überlieferten Gesundheitsratschläge mit Hilfe der griechisch-arabischen Humoralpathologie. Besonders stark zeigt sich diese Tendenz zur Parallelisierung zwischen religiös- und profanmedizinischen Aussagen in dem Werk as-Suyūtīs, der in seinem Werk durchgehend die bekannte Epitome von Ibn an-Nafīs zu Avicennas Canon zitiert. Amulette und Magie spielen bei ihm gar keine Rolle.
Die Nähe zur griechisch-arabischen Medizin zeigt sich schließlich darin, dass die Lehre von den sieben naturgegebenen Dingen (umūr ṭabīʿīya / res naturales) und den sechs nicht-naturgegebenen Dingen (umūr laisat bi-ṭabīʿīya / res non naturales), die aus der galenischen Medizin stammt, fest in die Werke zur prophetischen Medizin integriert ist. Zu den sieben naturgegebenen Dingen gehören 1. die vier Elemente (arkān), 2. die vier Säfte (aḫlāṭ), 3. die neun Temperamente (amziǧa), 4. die drei Hauptorgane (aʿḍāʾ) Leber, Herz und Gehirn, 5. die ihnen innewohnenden Kräfte (quwā), 6. Pneumata (arwāḥ) und 7. physiologischen Funktionen (afʿāl). Die sechs nicht-naturgegebenen Dinge sind 1. Luft, 2. Speise und Trank, 3. Bewegung und Ruhe, 4. Schlafen und Wachen, 5. Körperausscheidungen und 6. Gemütsbewegungen. Die Bedeutung der nicht-naturgegebenen Dinge liegt darin, dass über ihre Regulierung der Mensch das Säfte- bzw. Qualitäten-Gleichgewicht bewahren und dementsprechend seine Gesundheit erhalten kann. Dazu gehört auch eine ausgeglichene sexuelle Aktivität. Alle diese Prinzipien werden zum Beispiel bei adh-Dhahabī im ersten Kapitel behandelt. Er orientiert sich bei seiner Darstellung des Stoffes wahrscheinlich an der Gliederung in den Masāʾil von Hunain ibn Ishāq. Adh-Dhahabīs Werk enthält am Schluss bemerkenswerterweise auch einen Abschnitt über Musiktherapie.
Im Allgemeinen lehnen sich die Verfasser von Werken zur Prophetischen Medizin also an die Jüdische und Griechische Medizin an, allerdings nutzen sie dieses System auch dafür, um die Sonderstellung des Propheten Mohammed unter den Geschöpfen zum Ausdruck zu bringen. So macht zum Beispiel adh-Dhahabī deutlich, dass die Eukrasie, d. h. das richtige, ausgewogene Verhältnis der Säfte zueinander (arab. iʿtidāl al-īzāǧ), das für die Gesundheit verantwortlich ist, am stärksten bei ihm gegeben sei:

„Das ausgewogenste Temperament unter den Lebewesen besitzt der Mensch, das ausgewogenste Temperament unter den Menschen besitzen die Gläubigen, das ausgewogenste Temperament unter den Gläubigen besitzen die Propheten, das ausgewogenste Temperament unter den Propheten besitzen die Gottesgesandten, das ausgewogenste Temperament unter den Gottesgesandten besitzen die Entschlossenen (ūlū l-ʿazm, d.h. Noach, Abraham, Mose, Jesus, Mohammed), und das ausgewogenste Temperament unter den Entschlossenen besitzt unser Herr Mohammed.“

Der islamische Charakter der Werke zur Prophetischen Medizin zeigt sich noch in verschiedenen anderen Punkten, so zum Beispiel darin, dass in ihnen Nahrungs- und Heilmittel aus Substanzen, die als unrein gelten, verboten werden, dass die Rolle Gottes als letzte Ursache von Gesundheit und Krankheit hervorgehoben wird, und dass die galenische Theorie von der Erschaffung des Menschen aus vier Elementen (Feuer, Wasser, Erde und Luft) mit dem Argument zurückgewiesen wird, dass nach der islamischen Lehre nur Satan aus Feuer erschaffen ist, der Mensch dagegen aus Erde.
Eine Besonderheit des Werks von Ibn Qaiyim al-Dschauzīya ist die am Anfang getroffene Einteilung der Krankheiten in zwei Klassen: 1.) „Krankheit des Herzens“ (maraḍ al-qalb) und 2.) „Krankheit des Körpers“ (maraḍ al-badan). Die Krankheit des Herzens wird ihm zufolge entweder durch Zweifel (šakk) oder durch Lüsternheit (šahwa) hervorgebracht. Diese Auffassung stützt er auf verschiedene Koranverse, an denen von Menschen gesprochen wird, deren „Herzen krank sind“ (so z. B. Sure 2:10; 24:50; 74:31).

### Arabische Werke zur Prophetenmedizin
- Abū Nuʿaim al-Iṣfahānī: Ṭibb an-nabī.[36]
- Muḥammad ibn Aḥmad aḏ-Ḏahabī: aṭ-Ṭibb an-nabawī. Ed. Aḥmad Rifʿat al-Badrāwī. Beirut: Dār Iḥyāʾ al-ʿulūm 1410/1990. (waqfeya.com) Es existieren zwei englische Übersetzungen von Cyril Elgood (Tibb-ul-Nabbi or Medicine of the Prophet, Bruges 1962) und Ahmad Thomson (Medicine of the Prophet, may Allah bless him and grant him peace. London: Ta-Ha 1994), in denen der Grundtext jedoch jeweils fälschlicherweise[37] as-Suyūtī zugeschrieben wird. Darüber hinaus existiert eine französische Übersetzung von A. Perron unter dem Titel La Médicine du Prophète (Algier, Paris 1860), in der ein gewisser Dschalāl ad-Dīn Abū Sulaimān Dāwūd als Autor angegeben wird. (univ-alger.dz)
- Abū ʿAbdallāh Ibn Qaiyim al-Ǧauzīya: aṭ-Ṭibb an-nabawī. Ed. ʿAbd al-Ġanī ʿAbd al-Ḫāliq. Bairūt: Dār al-Kutub al-ʿIlmīya 1957. (ibnalqayem.com, PDF) Auch von diesem Werk existieren zwei englische Übersetzungen, die erste von Abd el-Qader ibn Abd el-Azeez (The Prophetic Medicine, Al-Mansura 2003), die zweite von Muhammad Al-Akili (Natural healing with the medicine of the prophet, Philadelphia 2006). (archive.org)
- Ǧalāl-ad-Dīn ʿAbd-ar-Raḥmān as-Suyūṭī: al-Manhaǧ as-sawī wa-l-manhal ar-rawī fī ṭ-ṭibb an-nabawī. Ed. Ḥasan Muḥammad Maqbūlī al-Ahdal. Bairūt: Muʾassasat al-Kutub aṯ-Ṯaqāfīya 1986.
- Muḥammad Ibn-ʿAlī Ibn Ṭūlūn: al-Manhal ar-rawī fi ṭ-ṭibb an-nabawī. Ed. Ḥāfiẓ ʿAzīz Bīk. Ar-Riyāḍ: Dār ʿĀlam al-Kutub 1995.

### Sekundärliteratur
- Rainer Brömer: Nutzen und Nutzung der islamischen Medizingeschichte. In: Mamoun Fansa, Karen Aydin (Hrsg.): Ex oriente lux? Wege zur neuzeitlichen Wissenschaft. Begleitband zur Sonderausstellung [...] im Augusteum Oldenburg. Oldenburg 2009 (= Schriftenreihe des Landesmuseums für Natur und Mensch. Band 70), S. 202–211.
- Julia Bummel: Zeugung und pränatale Entwicklung des Menschen nach Schriften mittelalterlicher muslimischer Religionsgelehrter über die „Medizin des Propheten“. Hamburg 1999. (uni-hamburg.de, PDF)
- Ghada Karmi: Al-Tibb al-nabawi: The Prophet's medicine in Richard Tapper, Keith McLachlan (ed.): Technology, Tradition and Survival: Aspects of Material Culture in the Middle East and Central Asia London 2003. S. 32–39.
- Andrew J. Newman: ‘Tashrih-e Mansuri’: Human Anatomy Between the Galenic and Prophetic Medical Traditions, in Z. Vesel et al. (ed.): La Science dans le Monde Iranien à l'époque islamique. Tehran: Institut Francais de Recherche en Iran 1998. S. 253–71.
- Irmeli Perho: The Prophet's Medicine. A creation of the Muslim Traditionalist Scholars. Helsinki 1995.
- Peter E. Porman and Emilie Savage-Smith: Medieval Islamic Medicine. Edinburgh: Edinburgh University Press 2007. S. 71–75.
- Ömer Recep: Die Prophetenmedizin bei Ibn as-Sunnī und Abū Nu'aim: unter besonderer Berücksichtigung der Kapitel über den Kopfschmerz, die Augen-, Nasen-, Zahnkrankheiten und die Hämorrhoiden. Marburg, Univ., Diss., 1969.
- Fabrizio Speziale: Soufisme, religion et médicine en Islam indien. Paris 2010. S. 193–204.
- Manfred Ullmann: Die Medizin im Islam. Leiden/Köln: E.J. Brill 1970. S. 185–190.